# Retraktionsfaden
Ein Retraktionsfaden ist ein zahnärztliches Hilfsmittel, um das Zahnfleisch (Gingiva) vom Zahnhals zu verdrängen und zurückzuhalten. Ein 1–2 cm langer Faden wird dabei um den beschliffenen Zahn zwischen Zahn und Zahnfleisch adaptiert, was vor der Abformung für die Anfertigung von Kronen oder Brücken erfolgt. Der Retraktionsfaden wird ebenso bei tiefen Füllungen oder Zahnhalsfüllungen verwendet. Daneben wird eine sogenannte Retraktionspaste angeboten.
Der Retraktionsfaden besteht aus einem geflochtenen oder gedrehten Baumwollfaden in den Stärken 0,5–1,0 mm Durchmesser. Mit gefäßverengenden (Adrenalin) und blutstillenden (Aluminiumchlorid, -sulfat, -hexachlorid, -hexahydrat) Mitteln kann der Faden imprägniert oder getränkt sein.

## Anwendung
Nach Präparation (Beschleifen) des zu überkronenden Zahnes ist vom Zahnarzt eine blutfreie Abdrucknahme angestrebt, wodurch die Präparationsgrenze des Zahnes abgebildet wird. Die Präparationsgrenze kann auch unterhalb des Zahnfleisches liegen, die den Kronenrand bestimmt. Der Zahntechniker kann die Präparationsgrenze auf dem Modell gut erkennen. Die Liegedauer des Retraktionsfadens beträgt 10–20 min. Die blutstillenden und gefäßverengenden Zusätze können in dieser Zeit auf das Zahnfleisch einwirken. Vor der Abdrucknahme wird der Retraktionsfaden entfernt und das Abformmaterial eingebracht.
Eine Schädigung der Sharpey-Fasern, die den Zahn im Knochenfach halten, ist zu vermeiden. Seit 2001 wird eine sogenannte Retraktionspaste angeboten. Diese wird ins Zahnfleisch gelegt und schädigt das Zahnfleisch nicht. Liegt die Präparationsgrenze auf Zahnfleischhöhe, kann auf den Retraktionsfaden verzichtet werden. Eine gute Abformung ist in diesem Fall ohne Retraktionsfaden möglich.